# Jukka Malmivaara
Väinö Juhani "Jukka" Malmivaara (född 13 oktober 1916 i Lappo, död 14 april 2002) var biskop i Kuopio stift inom Evangelisk-lutherska kyrkan i Finland 1981-1984.
Jukka Malmivaara var verksam både inom kyrkan och Finlands försvarsmakt. Under vinterkriget och fortsättningskriget blev han bland annat först major och sedan bataljonskommendör. År 1948 blev han dömd i rättegångarna efter krigen för att ha varit med om att planera en beväpnad operation. Malmivaara var också medlem i Akademiska Karelen-Sällskapet.
Malmivaara blev prästvigd år 1947 i Uleåborg och verkade sedan i flera olika uppgifter, bland annat som kyrkoherde i Kiuruvesi, innan han blev vald till biskop.